# مقاطعة سانديرز (مونتانا)
مقاطعة سانديرز (بالإنجليزية: Sanders County)‏ هي إحدى مقاطعات ولاية مونتانا في الولايات المتحدة الأمريكية.